# Portal Vell de Tudela
El Portal Vell de Tudela és una obra de Tudela de Segre, al municipi d'Artesa de Segre (Noguera) inclosa a l'Inventari del Patrimoni Arquitectònic de Catalunya.

## Descripció
Es tracta d'una porta d'accés al recinte emmurallat antigament. És un pas cobert amb voltes i forjats amb revoltons sobre de fusta. L'entrada és per una cantonada amb dues arcades perpendiculars sota una torre de planta quadrada reforçada per contraforts. Forma conjunt amb la volta de pas annexa a l'església, també de la mateixa època de les muralles.

## Història
L'obra potser és del segle xiv.